# Behaviour
Behaviour é o quarto álbum de estúdio da banda Pet Shop Boys, lançado a 22 de Outubro de 1990.
Behaviour foi aclamado por criticos desde o inicio por ser diferente de tudo o que até então os Pet Shop Boys faziam, os fãs rejeitaram o álbum no começo, mas o inconfundivel estilo Introspectivo e Melancólico do álbum fez com que todos o aclamassem.
O disco pertence à lista dos 1001 Albums You Must Hear Before You Die. O disco atingiu o nº 45 da Billboard 200.
Em 1991 a canção "Being Boring" integrou a trilha sonora internacional da novela "Meu Bem Meu Mal", de Cassiano Gabus Mendes, exibida entre 1990/1991 pela TV Globo. Na trama, a música foi tema dos personagens Porfírio e Magda, interpretados por Guilherme Karan e Vera Zimmermann.
| Críticas profissionais                                                      | Críticas profissionais |
| Avaliações da crítica                                                       | Avaliações da crítica  |
| Fonte                                                                       | Avaliação              |
| --------------------------------------------------------------------------- | ---------------------- |
| allmusic                                                                    | [ 4 ]                  |
| Robert Christgau                                                            | (sem nota)             |
| Esta tabela precisa de ser acompanhada por texto em prosa. Consulte o guia. |                        |

## Faixas
1. "Being Boring" — 6:48
2. "This Must be the Place I Waited Years to Leave" — 5:30
3. "To Face the Truth" — 5:33
4. "How Can You Expect to Be Taken Seriously?" — 3:54
5. "Only the Wind" — 4:18
6. "My October Symphony" — 5:18
7. "So Hard" — 3:56
8. "Nervously" — 4:06
9. "The End of the World" — 4:43
10. "Jealousy" — 4:47

## Créditos
- Chris Lowe
- Neil Tennant